# Розин, Михаль
Михаль Розин (ивр. מִיכַל רוֹזִין‎, род. 25 июня 1969, Рамат-Ган, Тель-Авивский округ) — израильская женщина-политик, депутат Кнессета от партии «Мерец» с 2021 по 2022 год, а также с 2013 по 2019 год.

## Политическая карьера
Свою политическую деятельность она начала в качестве помощницы депутата Кнессета Яэль Даян с 1993 по 1994 год , а затем была парламентским помощником депутата от партии «Мерец» Наоми Хазан до 1999 года. Работала в ряде организаций, была политическим консультантом Ассоциации эфиопских иммигрантов, директором медиа-отдела в маркетинговой группе «Кафим», директором общественно-политического отдела Ассоциации еврейского возрождения «Паним», генеральным директором Ассоциации центров помощи жертвам сексуального насилия в Израиле.
Розин возглавляла Молодёжный форум мира партии «Мерец», была председателем Женского форума партии «Мерец» и исполнительного комитета партии «Мерец». Она была избрана в Кнессет в 2013 году по списку этой партии. Во время своего первого срока в Кнессете она возглавляла комитет по делам иностранных рабочих и возглавляла три лобби; Лобби за равенство в сфере занятости, Лобби женщин-депутатов Кнессета и Лобби за равенство и плюрализм.
Она является членом организации «Женщины Стены» и говорит, что разделяет мировоззрение, сочетающее религиозную свободу с феминизмом. 4 марта 2014 года она и Амрам Мицна были удостоены награды Израильского института демократии выдающемуся парламентарию 2013 года. Награда была вручена в знак признания её работы по продвижению прав женщин, детей и обездоленных групп.
В январе 2015 года Розин провела имитацию гей-свадьбы возле штаб-квартиры партии «Еврейский дом» в знак протеста против несогласия партии с однополыми браками. Она также заняла третье место в рейтинге защитников прав ЛГБТ в Кнессете, составленном Aguda, уступив только другим депутатам «Мерец» Ницану Хоровицу и Тамар Зандберг. Она была переизбрана на выборах в Кнессет 2015 года после того, как заняла четвёртое место в партийном списке, а на выборах в апреле 2019 года заняла третье место.